# Rob Graafland

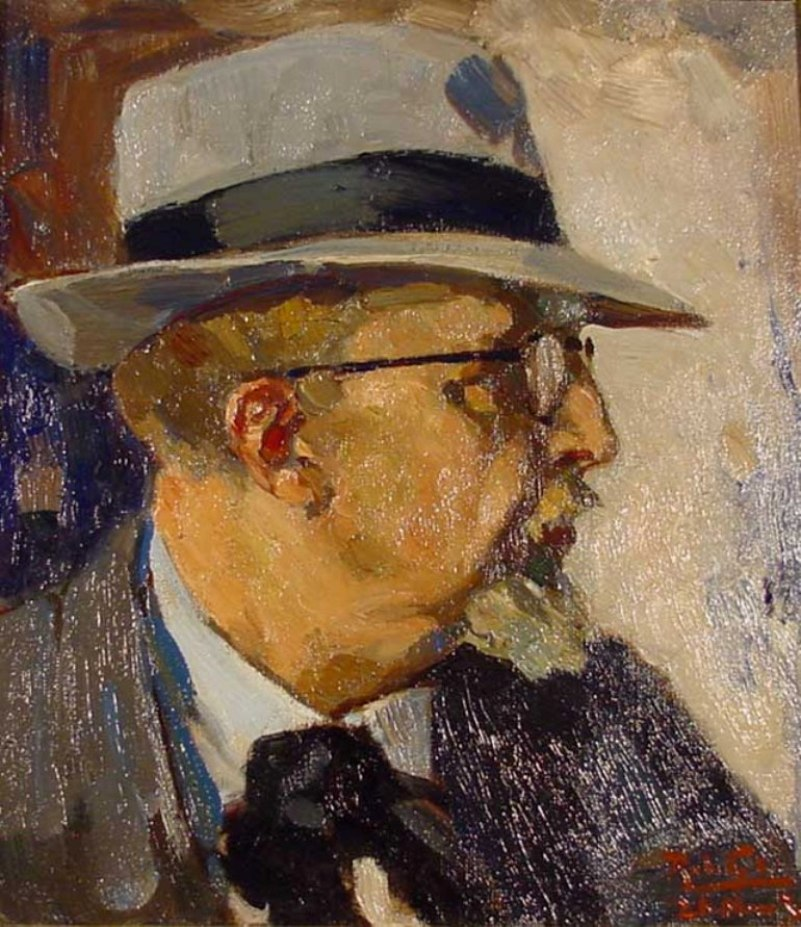
Selbstbildnis 1936

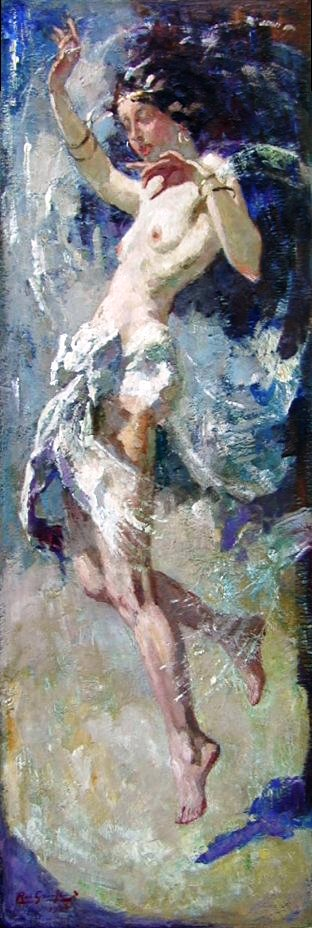
Tänzerin

Robert Archibald Antonius Joan Graafland (* 26. November 1875 in Maastricht; † 28. April 1940 in Heerlen) war ein niederländischer Genre- und Porträtmaler sowie Kunstpädagoge.
Sein Vater, Jonkheer Joan Graafland (1850–1925), war ein Kommissar-Bankier.
1890 zog die Familie Graafland von Maastricht nach Amsterdam, wo Rob die Rijksnormaalschool voor Teekenonderwijzers (Schule für Zeichenlehrer) und die Quellinus-Kunstgewerbeschule besuchte. Ab 1895 studierte er an der Amsterdamer Koninklijke Akademie van Beeldende Kunsten bei August Allebé und Carel Dake.
Nach seinem Studium kehrte Graafland 1898 nach Maastricht zurück und wurde dort Zeichenlehrer am Stadstekeninstituut (Städtischem Zeicheninstitut). Rob Graafland unterrichtete neben Malerei auch Musik und Literatur.
Am 26. November 1901 gründete Graafland zusammen mit dem Stadsteekeninstituut die Sonntagsschule für dekorative Künste. Dieser Malkurs fand am Sonntagmorgen statt. Im Winter malten Graafland und seine Schüler auch in der Augustinerkirche, im Sommer beschäftigten sie sich mit der Freilichtmalerei. Diese Gruppe wurde auch als „De klas Graafland“ bezeichnet.
1902 heiratete Graafland Maria Hubertina Leopoldina Isabella Duquesne (1881–1956). Während ihrer Flitterwochen besuchte das Paar Italien. 1903 wurde die Tochter Suzanna (1903–1972) geboren. Graafland reiste 1905 nach den Vereinigten Staaten und blieb dort einige Monate. Während des Aufenthaltes beschäftigte er sich mit der Freilichtmalerei mit den amerikanischen Kollegen.
Im Januar 1906 wurde das zweite Kind, Charles (1906–1975) geboren. Aus finanziellen Gründen musste Graafland das große Einfamilienhaus, das er 1902 am Scharnerweg nach eigenem Entwurf erbaut hatte, verkaufen. Die Familie Graafland zog nach Belgien, zuerst nach Lüttich und dann nach Wandre in der Nähe von Maastricht, von wo aus Graafland seinen Unterricht am Städtischen Zeicheninstitut und in der Sonntagsschule in Maastricht fortsetzte.
1911 übersiedelte die Familie Graafland nach Sint Pieter bei Maastricht. Das große Haus hatte einen parkähnlichen Garten, den Graafland in einen italienischen Garten verwandelte. Das Haus wurde zum Treffpunkt der Künstler in Maastricht.
1910 gründete Graafland mit anderen Künstlern den Limburger Kunstkreis und wurde zum ersten Vorsitzenden gewählt. 1912 gewann Graafland die Bronzemedaille der Stadt Amsterdam für sein Gemälde „Lesendes Mädchen“. Königin Wilhelmina verlieh ihm 1916 die Goldmedaille für seine Gemälde „Lebensfreude“ und „Mädchen im Sonnenschein“.
Nach den Erfolgen kam um 1919 eine Depression. Tage- und sogar monatelang konnte er nicht arbeiten. Graafland ging daher im Alter von 44 Jahren in den Ruhestand. Die Familie Graafland zog nach Maastricht zurück. Graafland erholte sich erst um 1934. Er wurde gesellschaftlich  aktiv, illustrierte Kinderbücher und Zeitschriften. 1933 zog die Familie Graafland nach Vught. Kurz danach erkrankte er psychisch und wurde in die psychiatrische Klinik Voorburg in Vught eingewiesen, erholte sich bald wieder. 1938 zog er nach Den Haag. Er zog sich in sein ehemaliges Zuhause in Vught zurück. Im Jahr 1940 erkrankte er schwer an Krebs und starb während eines chirurgischen Eingriffs.
Viele seiner Werke gingen am 3. März 1945 bei der alliierten Bombardierung verloren.